# Nicholas von Hoffman

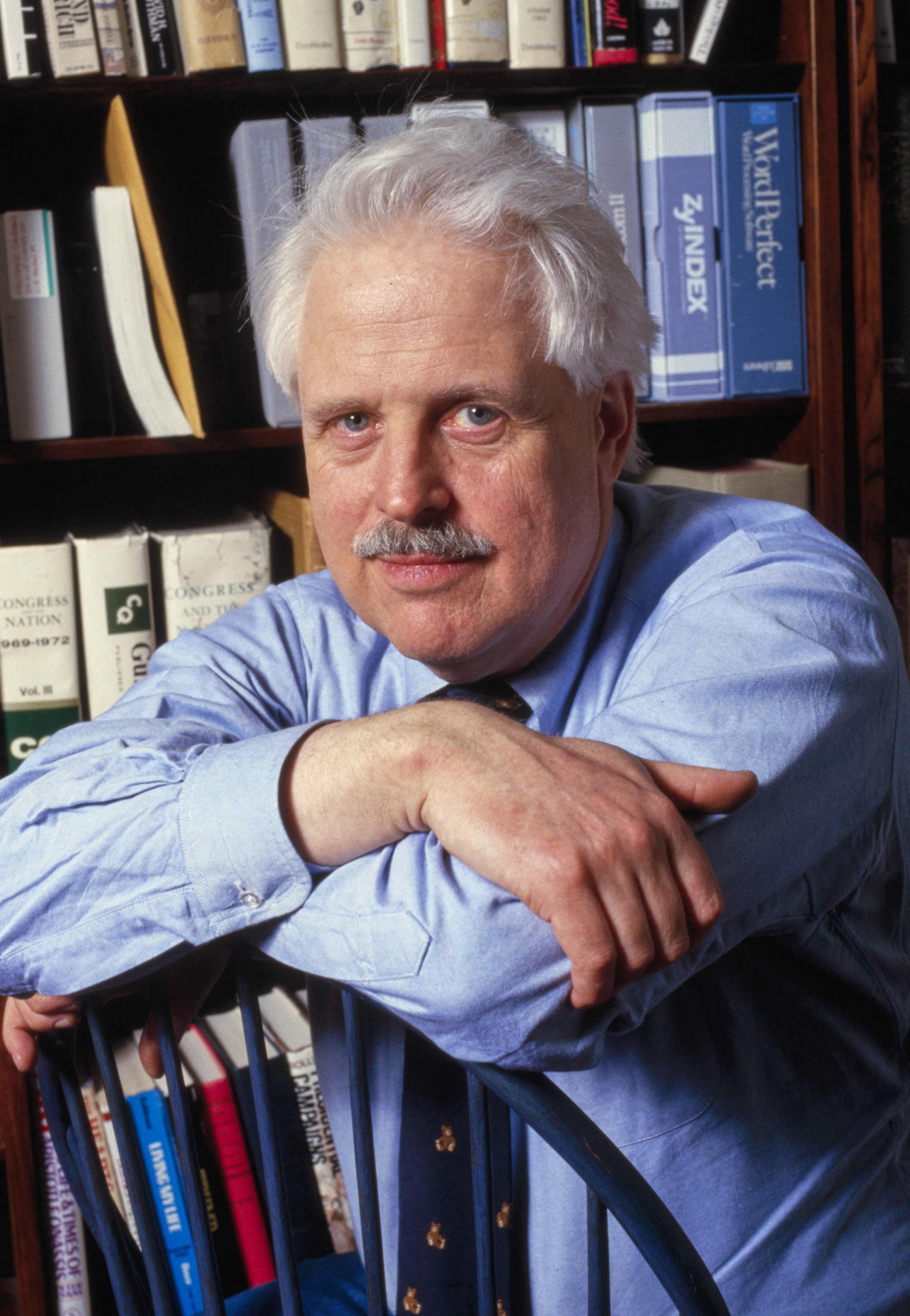
Nicholas von Hoffman, 1988

Nicholas von Hoffman (* 16. Oktober 1929 in New York City, New York; † 1. Februar 2018 in Rockport, Knox County, Maine) war ein US-amerikanischer Journalist, Buchautor und Kolumnist. Nach seiner Tätigkeit bei The Washington Post schrieb er für den „New York Observer“.

## Leben
Nicholas von Hoffman war der Sohn des deutsch-russischen Generals Carl von Hoffman. Von Hoffman war Arbeiter in den sogenannten „Union Stock Yards“ in Chicago. Später war er als politischer Aktivist für Saul Alinsky tätig. Anschließend schrieb er für die „Chicago Daily News“, bevor ihn Ben Bradlee, der Herausgeber der Washington Post, abwerben konnte.
Größere Bekanntheit erlangte er als Kommentator der US-amerikanischen Nachrichtensendung 60 Minutes, für die er in der Rubrik „Point-Counterpoint“ aufgetreten ist. Allerdings wurde er 1974 von Don Hewitt, dem Redaktionsleiter der Sendung, entlassen, nachdem er den damaligen Präsidenten Richard Nixon als „a dead mouse on America's kitchen floor“ bezeichnet hatte.
In ihren Memoiren schrieb Katharine Graham, die Herausgeberin der Washington Post:

“My life would have been a lot simpler had Nicholas von Hoffman not appeared in the paper. [...] I firmly believed that he belonged at the Post.”

„Mein Leben wäre viel einfacher gewesen, wenn Nicholas von Hoffmans Kolumnen nicht in der Zeitung erschienen wären. [...] Ich war mir sicher, dass er unbedingt zur (Washington) Post gehört hat.“

## Werke
Hoffman hat mehr als ein Dutzend Bücher geschrieben. Die bekanntesten sind:
- Capitalist Fools: Tales of American Business, from Carnegie to Forbes to the Milken Gang, 1992
- Citizen Cohn, eine Biografie über Roy Cohn, die von HBO verfilmt wurde, 1988
- Hoax: Why Americans Are Suckered by White House Lies, 2004

Hoffman schrieb das Libretto der Oper „Nicholas and Alexandra“ der Komponistin Deborah Drattell, welche in der Oper von Los Angeles in der Spielzeit 2003/04 unter der Regie von Plácido Domingo aufgeführt wurde.

## Kontroverse
Kurz nach der Einnahme von Kabul machte er die Vorhersage, dass die US-Truppen umgehend durch die Taliban besiegt würden. Tatsächlich zogen sich die Taliban zurück und gaben ihre Hochburg Kandahar auf.
Als Reaktion auf Hoffmans Vorhersage kreierte der britische Kolumnist und Blogger Andrew Sullivan einen parodistischen Preis, den er „Von Hoffman Award“ nannte. Er wird von ihm für „herausragend schlechte“ Prognosen verliehen.